# Abl (gen)
Abelsonov mišji leukemijski viralni onkogen homolog 1 (ABL1) protein je koji je kod ljudi kodiran ABL1 genom (raniji simbol ABL) lociranim na hromozomu 9. c-Abl se ponekad koristi za imenovanje verzije gena prisutnog u genomu sisara, dok se v-Abl odnosi na viralni gen.

## Interakcije
Abl gen formira interakcije sa:
- ABI1,[2][3][4]
- ABI2,[5][6]
- ABL2,[5]
- ATM,[7][8][9]
- BCAR1,[10][11]
- BCR,[12][13][14]
- BRCA1,[15]
- CAT,[16]
- CBL,[17][18]
- CRKL,[19][20][21]
- DOK1,[22][23]
- EPHB2,[24]
- GPX1,[25]
- GRB10,[26][27]
- MTOR,[28]
- GRB2,[19][29]
- MDM2,[30]
- NCK1,[17][19]
- NEDD9,[31][32]
- NTRK1,[33][34]
- P73,[35][36]
- PAG1,[37]
- PAK2,[38]
- PSTPIP1,[39]
- RAD9A,[40]
- RAD51,[7]
- RB1,[41][42]
- RFX1,[43]
- RYBP,[44]
- SHC1,[12][45]
- SORBS2,[18][46]
- SPTA1,[47]
- SPTAN1,[47]
- TERF1,[9]
- VAV1,[48] and
- YTHDC1.[49]

## Regulacija
Postoje izvesni dokazi da je izražavanje Abl regulisano posredstvom mikroRNK miR-203.

## Literatura
- Shore SK, Tantravahi RV, Reddy EP (decembar 2002). „Transforming pathways activated by the v-Abl tyrosine kinase”. Oncogene. 21 (56): 8568—76. PMID 12476303. doi:10.1038/sj.onc.1206084.
- Shaul Y (2000). „c-Abl: activation and nuclear targets”. Cell Death Differ. 7 (1): 10—6. PMID 10713716. doi:10.1038/sj.cdd.4400626.
- Era T (2002). „Bcr-Abl is a "molecular switch" for the decision for growth and differentiation in hematopoietic stem cells”. Int. J. Hematol. 76 (1): 35—43. PMID 12138893. doi:10.1007/BF02982716.
- Pendergast AM (2003). „The Abl family kinases: mechanisms of regulation and signaling”. Adv. Cancer Res. 85: 51—100. PMID 12374288. doi:10.1016/S0065-230X(02)85003-5.
- Keung YK, Beaty M, Steward W,  . (2003). „Chronic myelocytic leukemia with eosinophilia, t(9;12)(q34;p13), and ETV6-ABL gene rearrangement: case report and review of the literature”. Cancer Genet. Cytogenet. 138 (2): 139—42. PMID 12505259. doi:10.1016/S0165-4608(02)00609-X.
- Saglio G, Cilloni D (2005). „Abl: the prototype of oncogenic fusion proteins”. Cell. Mol. Life Sci. 61 (23): 2897—911. PMID 15583852. doi:10.1007/s00018-004-4271-0.
- Shaul Y, Ben-Yehoyada M (2005). „Role of c-Abl in the DNA damage stress response”. Cell Res. 15 (1): 33—5. PMID 15686624. doi:10.1038/sj.cr.7290261.
- Yoshida K (2007). „Regulation for nuclear targeting of the Abl tyrosine kinase in response to DNA damage”. Adv. Exp. Med. Biol. 604: 155—65. PMID 17695727. doi:10.1007/978-0-387-69116-9_15.

## Spoljašnje veze
- Genes,+abl на 
- Online Mendelovsko nasleđivanje kod čoveka (OMIM) 189980 (ABL)
- Abelson+Leukemia+Virus на 